# San Felipe (Cile)
San Felipe è un comune del Cile capoluogo della provincia di San Felipe de Aconcagua nella Regione di Valparaíso. Al censimento del 2002 possedeva una popolazione di 64.126 abitanti.

## Società

### Evoluzione demografica
| Censimento del 1992 | Censimento del 2002 |
| 54.591 ab.          | 64.126 ab.          |